# Slovenska matica

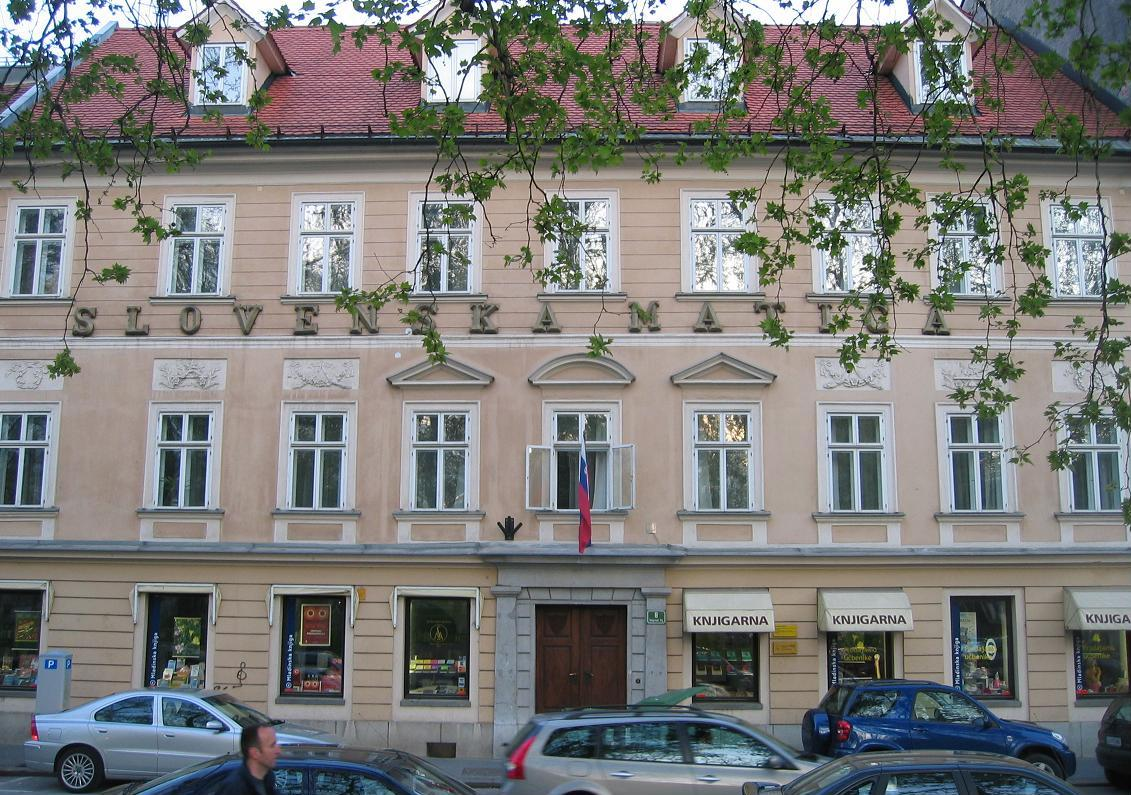
Het gebouw van Slovenska matica op het Congresplein in Ljubljana.

Slovenska matica is de tweede-oudste uitgeverij van Slovenië. Het werd opgericht in de 19de eeuw.

## Etymologie
Slovenska matica kan naar het Nederlands vertaald worden als Sloveense koninginnebij. Dit is een metafoor voor de belichaming van de moeder van de Slovenen.

## Geschiedenis
Slovenska matica werd in 1864 opgericht door Sloveense patriotten uit Maribor, die in Slovenië kennis en onderwijs wilden opkrikken, cultuur onder het Sloveense volk wilden verbreden en een Sloveense wetenschappelijke terminologie wilden creëren. Deze uitgeverij werd opgericht in navolging van gelijkaardige verenigingen die opgericht werden in andere Slavische landen, zoals de Matica hrvatska in Kroatië, de Matica srpska in Servië, de Matice česká in Tsjechië en de Matica slovenská in Slovakije. De stichting werd opgericht door financiële hulp van de Oostenrijkse keizer Frans Jozef.
De vereniging bereikte haar hoogtepunt in het begin van de 20ste eeuw. In die periode knoopte ze banden aan met universiteiten en academies van Londen tot Sint-Petersburg. Slovenska matica gaf toen veel boeken uit. Tijdens de Eerste Wereldoorlog werd de uitgeverij gesloten, omwille van de uitgave van het boek Gospod Franjo (Meneer Franjo), dat commentaar gaf op de Oostenrijks-Hongaarse occupatie van Bosnië.
Tussen de twee wereldoorlogen ging Slovenska matica verder met haar werk, nu onder het Joegoslavische koninkrijk. In deze periode hielp ze met het oprichten van de Sloveense academie van wetenschappen en kunsten. 
Tijdens de Tweede Wereldoorlog huisvestte de uitgeverij in het geheim het Osvobodilna Fronta (Bevrijdingsfront), de verzetsbeweging van Slovenië tegen de bezetters. In 1944 werd Slovenska matica opnieuw gesloten, deze keer door de Duitsers, omwille van een uitgave. Na de oorlog mocht Slovenska matica weer uitgeven onder het communistisch bewind. Het nieuwe regime vond de uitgeverij te conservatief, maar schafte haar niet af. Met  moeite kroop Slovenska matica uit het dal, en vandaag is ze nog steeds een belangrijke factor in het aanbieden van kennis, cultuur en wetenschap aan het Sloveense volk.

## Voorzitters
- 1865 - Anton Zois - verkozen tot eerste voorzitter van Slovenska matica, maar omwille van een zwakke gezondheid wees hij de functie af
- 1865-1869 - Lovro Toman
- 1869-1875 - Etbin Henrik Costa
- 1875-1881 - Janez Bleiweis
- 1881-1882 - Josip Marn
- 1882-1885 - Peter Grasselli
- 1885-1886 - Josip Poklukar
- 1886-1893 - Josip Marn
- 1893-1907 - Fran Levec
- 1907-1914 - Fran Ilešič
- 1917 - Peter Grasselli
- 1918-1920 - Ivan Tavčar
- 1920-1947 - Dragotin Lončar
- 1947-1949 - Oton Župančič
- 1950-1966 - Anton Melik
- 1966-1975 - France Koblar
- 1975-1978 - Fran Zwitter
- 1978-1987 - Bogo Grafenauer
- 1987-1994 - Primož Simoniti
- 1994-2008 - Joža Mahnič
- 2008 - Milček Komelj